# Катрило (департамент)
Департамент Катрило  (исп. Departamento de Catriló) — департамент в Аргентине в составе провинции Ла-Пампа.
Территория — 2555 км². Население — 7293 человек. Плотность населения — 2,90 чел./км².
Административный центр — Катрило.

## География
Департамент расположен на востоке провинции Ла-Пампа.
Департамент граничит:
- на севере — с департаментом Кему-Кему
- на востоке — с провинцией Буэнос-Айрес
- на юге — с департаментом Атреуко
- на западе — с департаментом Санта-Роса

## Административное деление
Департамент состоит из 3 муниципалитетов:
- Катрило
- Лонкимай
- Урибуру

## Важнейшие населенные пункты[3]
| № | Населённый пункт | Населённый пункт (исп.) | Категория | Население чел. (2010) | На карте                        |
| - | ---------------- | ----------------------- | --------- | --------------------- | ------------------------------- |
| 1 | Катрило          | Catriló                 | город     | 3955                  | 36°24′21″ ю. ш. 63°25′19″ з. д. |
| 2 | Лонкимай         | Lonquimay               | поселок   | 1680                  | 36°28′01″ ю. ш. 63°37′23″ з. д. |
| 3 | Урибуру          | Uriburu                 | поселок   | 964                   | 36°30′26″ ю. ш. 63°51′42″ з. д. |
| 4 | Ла-Глория        | La Gloria               | поселок   | 46                    | 36°30′30″ ю. ш. 63°44′35″ з. д. |